# Así es (álbum de Américo)
Así es es el primer álbum de estudio de Américo, lanzado en el año 2008. Es su primer disco ya con una calidad más profesional y con un estilo más definido después de años de silencio discográfico tras su salida del Grupo Alegría y de participar en diversos proyectos como "La Nueva Alegría" quien se trasforma en su banda soporte aunque dejando la denominación con el tiempo.  Dentro de las canciones se encuentra el sencillo "El embrujo" quien lo lleva a convertirse en el nuevo fenómeno tropical chileno a la par del resurgimiento del género en manos de artistas con La Noche o Noche de Brujas. 

## Lista de canciones
| N.º | Título                                       | Duración |  |
| 1.  | «El Embrujo»                                 | 4:01     |  |
| 2.  | «Mi corazón» (Con Melvin Corazón Américo)    | 3:32     |  |
| 3.  | «Traicionera»                                | 3:40     |  |
| 4.  | «Ten pena por ti» (Con Renato Antonio)       | 4:03     |  |
| 5.  | «Solo»                                       | 3:52     |  |
| 6.  | «Nos conocimos» (Con Jonathan Hurtado "JC")  | 4:33     |  |
| 7.  | «Me rindo a tus pies» (Con Marcelita Toledo) | 4:09     |  |
| 8.  | «Paloma ajena»                               | 4:35     |  |
| 9.  | «Días y días»                                | 4:10     |  |
| 10. | «Veneno para olvidar»                        | 3:15     |  |
| 11. | «Verdadero amor»                             | 3:19     |  |
| 12. | «Cupido»                                     | 3:23     |  |
| 13. | «Así es»                                     | 3:32     |  |

## Sencillos
- El embrujo
- Traicionera